# Catharina van Oostenrijk (1295-1323)
Catharina van Oostenrijk (Wenen, oktober 1295 – Napels, 18 januari 1323) was een dochter van Rooms-koning Albrecht I en Elisabeth van Karinthië.
Zij huwde in 1316 met Karel van Anjou (1298 – Napels, 10 november 1328), hertog van Calabrië en onderkoning van Napels. Dit huwelijk bleef kinderloos.